# Эллисон-Макартни, Уильям
Уильям Эллисон-Макартни (англ. William Ellison-Macartney; 7 июня 1852, Дублин, Ирландия — 4 декабря 1924, Челси, Лондон, Англия) — британский и австралийский политический деятель, 11-й губернатор Тасмании (1913—1917), 17-й губернатор Западной Австралии (1917—1920).

## Биография
Уильям Эллисон родился 7 июня 1852 года в Дублине (Ирландия, в то время в составе Соединённого королевства Великобритании и Ирландии), в семье Джона Уильяма Эллисона и Элизабет Фиби Эллисон, урождённой Портер (Elizabeth Phoebe Ellison, née Porter). В 1859 году его отец сменил фамилию на двойную — Эллисон-Макартни (Ellison-Macartney), поскольку это было условием получения наследства от его дяди по материнской линии. Уильям Эллисон-Макартни обучался в Итонском колледже, а затем в Эксетерском колледже Оксфордского университета.
В 1885—1903 годах Уильям Эллисон-Макартни был членом Парламента Соединённого Королевства Великобритании и Ирландии от Саут-Антрима[en] (южной части графства Антрим). В 1895—1900 годах он также служил парламентским и финансовым секретарём британского Адмиралтейства.
В 1897 году Уильям Эллисон-Макартни женился на Этти Майерс Скотт (Ettie Myers Scott), сестре полярного исследователя Роберта Фолкона Скотта, впоследствии у них были двое дочерей и один сын.
В 1903—1913 годах Эллисон-Макартни был заместителем начальника Королевского монетного двора. В декабре 1912 года он стал рыцарем-командором ордена Святого Михаила и Святого Георгия (K.C.M.G.).
В 1913 году началась политическая карьера Уильяма Эллисона-Макартни в Австралии. В июне 1913 года он был назначен губернатором Тасмании, и работал в этой должности до марта 1917 года. Затем он был назначен губернатором Западной Австралии, и находился в этой должности с апреля 1917 года по апрель 1920 года.
В 1920 году Уильям Эллисон-Макартни переехал назад в Англию. Он скончался в Челси (Лондон, Англия) 4 декабря 1924 года в возрасте 72 лет.